# Lockender Lorbeer
Lockender Lorbeer (Alternativtitel: Sporting Life, Originaltitel: This Sporting Life) ist ein britischer Spielfilm aus dem Jahr 1963. Er gehört heute zu den Klassikern des British New Wave. Der Film entstand nach dem Roman This Sporting Life (1960) von David Storey, der auch das Drehbuch schrieb. Es war das Spielfilmdebüt des Regisseurs Lindsay Anderson.

## Handlung
Frank Machin ist ein Rugbyspieler aus Yorkshire. Er spielt in einer Mannschaft, deren Besitzer der lokale Unternehmer Gerald Weaver ist. Bei einem Spiel wird Machin der Kiefer gebrochen. Weaver und ein Teamkamerad bringen ihn ins Krankenhaus. Auf dem Operationstisch erinnert Frank sich an seine Geschichte, die ihn zum Star dieser Rugbymannschaft gemacht hat.
Machin ist ein Bergarbeiter und lebt mit der Witwe Margaret Hammond zusammen, die sich um ihn kümmert. Er erinnert sich an die Zeit, als Weaver mit seinem Konkurrenten und Miteigentümer des Clubs Slomer um einen Vertrag mit Frank streitet. Frank nutzt diese Konkurrenzsituation aus und kann einen gutdotierten Vertrag mit Weaver aushandeln. Von Weaver erfährt er auch, dass Margarets Ehemann in Weavers Firma nicht durch einen Unfall, sondern durch Selbstmord ums Leben gekommen ist.
Frank Machin macht Karriere und kann sich schon bald ein schnelles Autos kaufen. Die depressive Margaret lebt auf, als er sie und ihre zwei Kinder in dem neuen Auto zu einem Ausflug einlädt. Frank Marchin gewinnt an Popularität als harter Mann der Mannschaft, doch Margaret scheint dies nur wenig zu interessieren. Dagegen interessiert sich Frank stärker für Margaret. Margaret ist die herbe Erscheinung Franks jedoch peinlich. Gemeinsam gehen sie dennoch zur Hochzeit von Franks bestem Freund Maurice. Dort kommt es zum Streit und zur Trennung. Frank ist darüber äußerst betrübt und schüttet Maurice sein Herz aus. Er möchte unbedingt noch einmal versuchen, das Herz von Margaret zu gewinnen. Er geht zu ihrem Haus und erfährt, dass sie in ein Krankenhaus eingeliefert wurde. Dort stirbt sie, während er an ihrem Bett wacht. In Trauer kehrt er in ihr Haus zurück. Am nächsten Tag hat er ein Rugbymatch und riskiert dabei in Wut und Trauer seine Gesundheit, bis er schließlich auf dem Operationstisch landet.

## Kritiken
„Lindsay Andersons Debüt, einer der frühen Spielfilme der englischen „Free Cinema“-Bewegung, ist keine künstlerische Offenbarung, steckt aber voller irritierender und sperriger Details. Durch die unorthodoxe Charakterzeichnung und die dokumentarische Echtheit des Milieus ist eine interessante Studie entstanden.“

„Lindsay Anderson wollte in seinem ersten Spielfilm offenbar die realistischen Elemente des ‚free cinema‘ mit einer modernen Erzähltechnik vereinen. Sein Film setzt bei dem Unfall am Weihnachtstag ein und erzählt die Vorgeschichte in mehreren eingestreuten Rückblenden. Allerdings gibt diese Struktur für den Film wenig her. Im Gegenteil – sie verlagert die Akzente der melancholischen Reportage vom Schicksal eines Arbeiters, der seinem Milieu entfliehen will, allzusehr auf den psychologischen Bereich. Im einzelnen aber gelangen hier eindringliche realistische Sequenzen.“

## Auszeichnungen
Richard Harris gewann den Darstellerpreis bei den Internationalen Filmfestspielen von Cannes 1963 und wurde außerdem für einen Oscar und einen Golden Globe Award nominiert. Rachel Roberts gewann einen British Film Academy Award und wurde ebenfalls für einen Oscar nominiert.
Die Filmbewertungsstelle Wiesbaden verlieh der Produktion das Prädikat besonders wertvoll. Das British Film Institute wählte Lockender Lorbeer im Jahre 1999 auf Platz 52 der besten britischen Filme des 20. Jahrhunderts.